# Ковыль меловой
Ковы́ль мелово́й (лат. Stīpa cretācea) — многолетнее травянистое растение; вид рода Ковыль (Stipa) семейства Злаки (Poaceae).

## Распространение и экология
Эндемик бассейна Среднего Дона. Встречается только в России.
Произрастает на меловом мелкозёме по склонам преимущественно южной экспозиции, местами образуя крупные, массовые заросли.

## Ботаническое описание
Многолетнее плотнодерновинное растение высотой от 40 до 50 см. Стебель дважды коленчато согнут, в нижней части соломенно-жёлтого цвета, волоски пера длиной до 7 мм.
Листья узколинейные шириной до 4 мм. Влагалища листьев вегетативных побегов по бокам язычка с бородкой густо расположенных волосков 0,5—1 мм длиной.
Метельчатое соцветие длиной до 15 см, сжатое, узкое. Колосковые чешуи почти одинаковой длины, 6—8 см, длиннозаострённые. Нижняя цветковая чешуя 22—25 мм длиной, в нижней своей части густо опушённая, выше с семью рядами волосков, из которых краевые доходят до ости.
Цветение и плодоношение не каждый год, а раз в два — три года.

## Охрана
Включен в Красные книги следующих субъектов РФ: Волгоградская область, Саратовская область